# Birgittenkloster Bremen

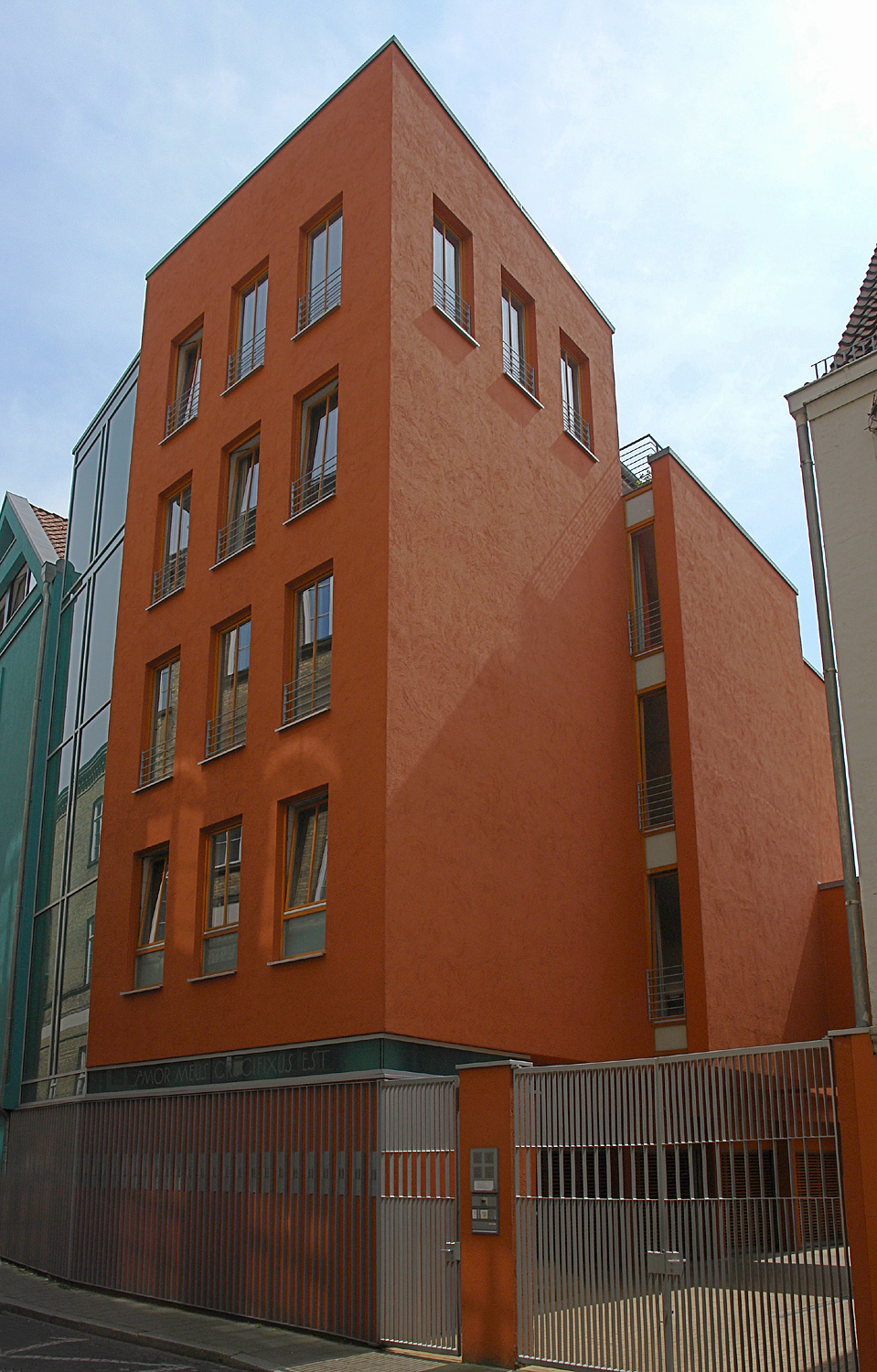
Eingang zum Kloster

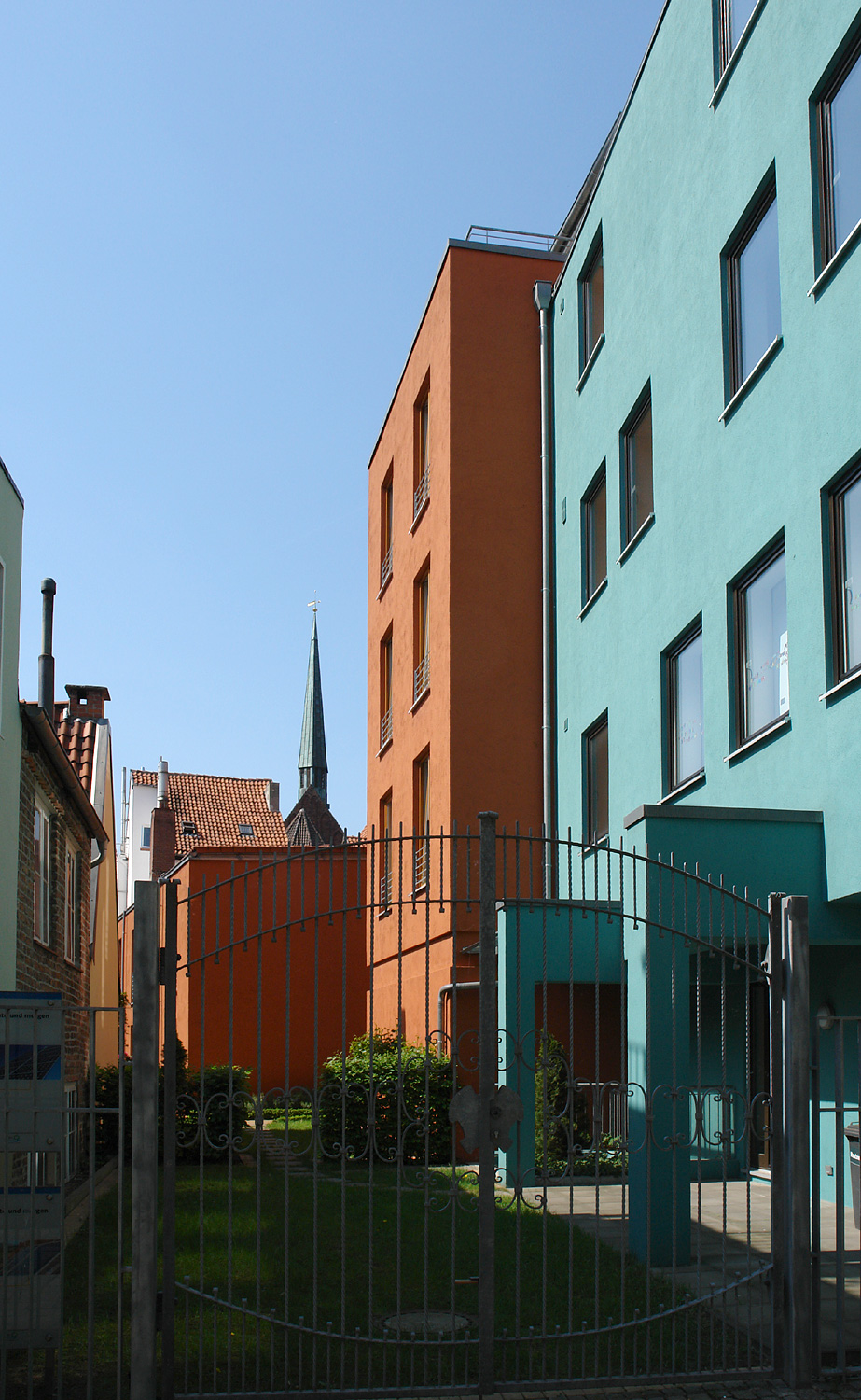
Kloster mit Turm von St. Johann im Hintergrund

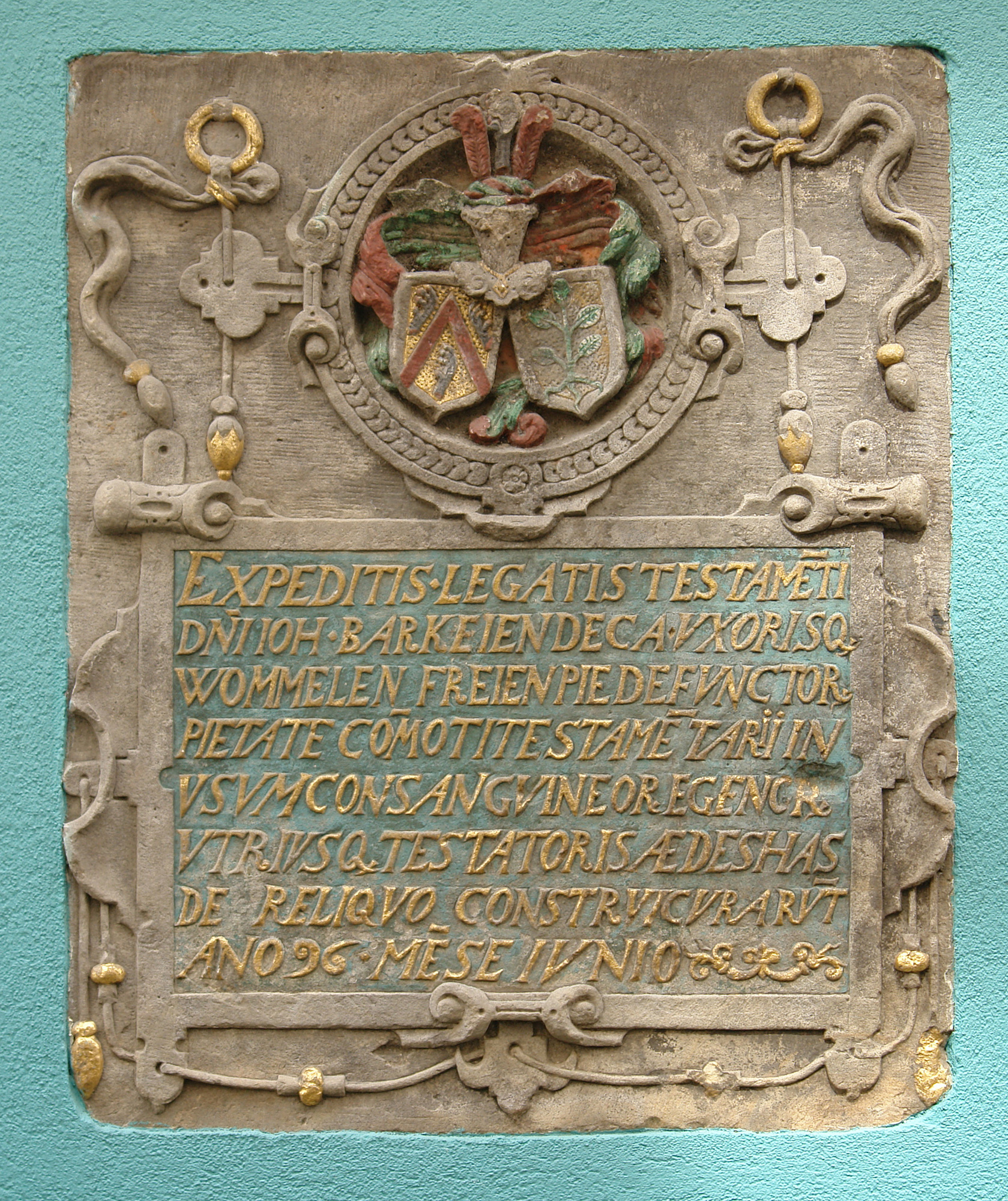
Relief an der Straßenfront. Gründungsinschrift des 1596 gestifteten Vorgängerbaus.

Das Birgittenkloster Bremen ist ein im Jahr 2002 gegründetes römisch-katholisches Frauenkloster des Erlöserordens (Birgittenorden) im mittelalterlichen Schnoorviertel der Hansestadt Bremen. Es gehört zu dem von der schwedischen Konvertitin Elisabeth Hesselblad 1911 gegründeten Zweig des Birgittenordens mit Sitz an der Piazza Farnese in Rom.

## Geschichte
Das Bremer Birgittenkloster ist die erste Klostergründung seit dem Mittelalter in Bremen. Im Jahre 1998 gab eine Klausurtagung der römisch-katholischen Seelsorger des Dekanats Bremen den Anstoß für die Klostergründung, den der Bremer Propst Ansgar Lüttel aufgriff. Er nahm Kontakt mit Thekla Famiglietti, der Generaläbtissin des Birgittenordens in Rom auf, die umgehend einwilligte, ein Birgittenkloster in Bremens Altstadt zu bauen. Sie erhielt dafür die Unterstützung von Papst Johannes Paul II. Der Bremer Architekt Ulrich Tilgner wurde beauftragt, den Klosterneubau zu entwerfen. Verwirklicht wurde das Vorhaben 2001 auf der Fläche einer ehemaligen Bäckerei im Schnoorviertel nahe der Weser. In nur zwölf Monaten wurde das Kloster errichtet. Die ersten vier Schwestern kamen nach Bremen, um beim Bau die notwendigen Anregungen zu geben und Deutsch zu lernen. Es waren Schwester Henryka aus Schottland, Schwester Gloria aus Mexiko, Schwester Daniela aus Italien sowie die Oberin Mutter Walburga Hornig. Erste Priorin war die einzige gebürtige Deutsche unter den inzwischen über 600 Birgittenschwestern weltweit. Drei weitere Ordensfrauen kamen später hinzu.
Am 19. Oktober 2002 weihte der Osnabrücker Bischof  Franz-Josef Bode das Kloster ein. Es wurde zu einem festen Bestandteil des kirchlichen Lebens in Bremen und wird nicht nur von Katholiken, sondern auch von vielen Protestanten und Touristen besucht.

## Klostergebäude
Der schlichte Klosterkomplex, dessen terrakottafarbener Anstrich sich von den Gebäuden der Umgebung deutlich abhebt, besteht aus drei Gebäudeteilen:
- Im zweigeschossigen Konvent leben die Birgittenschwestern.
- Markantester Teil ist der viergeschossige Bau, der wie ein Turm wirkt. Hier können in elf Räumen bis zu siebzehn Gäste übernachten. Im ersten Stockwerk liegen Küche, Speiseraum und Bibliothek. Ein brückenähnlicher Übergang verbindet den Turm mit der Klausur.
- Für den dritten Bauteil, die Kapelle, schuf Günter Grohs aus Wernigerode ein Bleiglasfenster in Form einer Buchseite, dessen Text das Gebet der Ordensgründerin Birgitta von Schweden wiedergibt: O Herr, komm bald und mache die Nacht hell. So wie Sterbende sich sehnen, so sehne ich mich nach dir. Erfülle du meine Sehnsucht und zeige mir den Weg. Ich komme zu dir wie der Verletzte zum Arzt. Gib, o Herr, meinem Herzen Ruhe. Amen. Altar, Altarkreuz, Ambo und Tabernakel stammen von dem Bildhauer Günter Lang aus Eichstätt. Die Orgel ist ein Schrankpositiv des Orgelbauers Werner Bosch aus Sangerhausen.

Der Architekt des Klosterneubaus ist Ulrich Tilgner.